# 辻浦圭一
辻浦 圭一（つじうら けいいち、1980年1月4日 - ）は、奈良県大和高田市出身の自転車シクロクロス選手である。現在はチームブリヂストン・アンカーに所属。

## 経歴
全日本シクロクロス選手権大会で9連覇を達成した、日本のシクロクロス界の第一人者。MTBクロスカントリーも平行して参戦し、日本国内の最高峰カテゴリーであるジャパンシリーズでのレースで勝利を挙げている。
2002年
- 全日本シクロクロス選手権大会・U23部門 優勝

2003年
- 全日本シクロクロス選手権大会・エリート部門（以下、当記載省略） 優勝
- 関西シクロクロス 優勝

2004年
- 全日本シクロクロス選手権大会 優勝(2回目)

2005年
- 全日本シクロクロス選手権大会 優勝(3回目)
- 全日本シクロクロス選手権大会 優勝(4回目)

2006年
- 全日本シクロクロス選手権大会 優勝(5回目)
- 関西シクロクロス 優勝

2007年
- 全日本シクロクロス選手権大会 優勝(6回目)
- 関西シクロクロス 優勝

2008年
- 全日本シクロクロス選手権大会 優勝(7回目)
- 関西シクロクロス 優勝
- 全日本マウンテンバイク選手権大会・クロスカントリー(XC) 2位

2009年
- 全日本シクロクロス選手権大会 優勝(8回目)
- シクロクロス野洲大会 優勝

2010年
- 全日本シクロクロス選手権大会 優勝(9回目)
- シクロクロス滋賀大会 優勝

2011年
- シクロクロス野洲大会 優勝
- 全日本シクロクロス選手権大会では、竹之内悠との接戦の末敗れ、10連覇を逃し2位。